# Henri Sensever
Henri Sensever (Tarba, Alts Pirineus, 16 de febrer de 1922) va ser un ciclista francès. Va destacar com a amateur on va aconseguir una medalla de bronze als Campionats del món en velocitat de 1947 per darrere del britànic Reginald Harris i del neerlandès Cor Bijster.